# Bédée
Bédée település Franciaországban, Ille-et-Vilaine megyében. Lakosainak száma 4571 fő (2022. január 1.). Bédée Irodouër, La Nouaye, Montfort-sur-Meu, Breteil, Iffendic, Montauban-de-Bretagne, Pleumeleuc, Romillé és La Chapelle du Lou du Lac községekkel határos.

## Népesség
A település népességének változása:
| Lakosok száma | 1745 | 2726 | 2970 | 3587 | 4058 | 4200 | 4308 | 4417 | 4460 | 4571 |
|               | 1968 | 1982 | 1990 | 2006 | 2013 | 2015 | 2017 | 2019 | 2020 | 2022 |